# Flushing (Cornouailles)
 (mars 2024).
Pour les articles homonymes, voir Flushing (homonymie).
Flushing est un village des Cornouailles, en Angleterre. Le village fait partie de la paroisse civile de Mylor.